# Vuollesavon
Vuollesavon, aktuell stavning Vuollesavvun är ett sel i Piteälven i Arjeplogs kommun i Lappland och ingår i Piteälvens huvudavrinningsområde. Sjön har en area på 2,68 kvadratkilometer och ligger 395 meter över havet. Vuollesavon ligger i Piteälven Natura 2000-område.

## Delavrinningsområde
Vuollesavon ingår i det delavrinningsområde (735017-162745) som SMHI kallar för Utloppet av Vuollesavon. Medelhöjden är 399 meter över havet och ytan är 8,45 kvadratkilometer. Räknas de 335 avrinningsområdena uppströms in blir den ackumulerade arean 4 908,65 kvadratkilometer. Avrinningsområdets utflöde Piteälven mynnar i havet. Avrinningsområdet består mestadels av skog (56 procent). Avrinningsområdet har 2,99 kvadratkilometer vattenytor vilket ger det en sjöprocent på 35,3 procent.